# Штакеншнейдер, Андрей Иванович
Андре́й Ива́нович Штакеншне́йдер (22 февраля [6 марта] 1802, имение Штакеншнейдеров, Гатчинский уезд, Санкт-Петербургская губерния — 8 [20] августа 1865, Москва) — русский архитектор немецкого происхождения, яркий представитель первого поколения архитекторов-эклектиков, автор ряда проектов императорских и великокняжеских резиденций в Санкт-Петербурге и пригородах. Академик (с 1834), почётный вольный общник (с 1842) и профессор 2-й степени (с 1844) Императорской Академии художеств, действительный статский советник (1858).

## Биография
А. И. Штакеншнейдер был внуком кожевника, выписанного в Россию императором Павлом I из Брауншвейга. Сын Иоганна Штакеншнейдера, немецкого подданного, владельца мукомольной мельницы на р. Пудость близ Гатчины. В семье говорили по-немецки, сына назвали Генрихом, и только впоследствии его имя переделали на русский лад: Андрей Иванович.
В 13 лет, в конце 1815 года мальчика отдали в Императорскую Академию художеств, но поскольку он числился иностранцем, семье приходилось платить за обучение 350 рублей. Средств не хватало, поэтому Штакеншнейдер, не закончив курс, вынужден был 21 января 1821 года устроиться на службу чертёжником в Комитет для строений и гидравлических работ. Чертёжную мастерскую возглавлял архитектор Огюст Монферран.
Под руководством Монферрана будущий зодчий продолжал практическое обучение на петербургских стройках, работал в Комиссии о построении Исаакиевского собора, куда был определён 1 июня 1825 года. Но как иностранец Штакеншнейдер до выслуги в двенадцать лет не мог получить необходимый чин. Он покинул службу (официально по болезни) и по ходатайству Монферрана в мае 1830 года выехал за границу для лечения. Был в Италии и Франции. Во время поездки Штакеншнейдер был в Помпеях, делал зарисовки и обмеры на раскопках древнеримского города, в Берлине познакомился с постройками К. Ф. Шинкеля в стиле «прусского эллинизма».
С 1832 года Штакеншнейдер занимался частными постройками. Перестраивал усадьбу для графа А. Х. Бенкендорфа в его имении Фалль, в окрестностях Ревеля (Кейла-Йоа). Для усадебного дома архитектор вместе с владельцем выбрали романтический стиль готического замка. В качестве прототипа Штакеншнейдер избрал «Коттедж» в Петергофе постройки А. А. Менеласа (1826—1829). В том же стиле Штакеншнейдер строил дачу княгини Т. Б. Потёмкиной в Гостилицах. После постройки замка Фалль Бенкендорф представил архитектора императору. Штакеншнейдер приобрёл благоволение Николая I и стал получать от него, одно за другим, важные поручения. Он перестраивал великокняжеские усадьбы и дворцы, оформлял интерьеры в разных стилях. В 1835 году построил в Петергофе «Никольский домик» в «русском стиле».
В 1837 году за счёт Кабинета Штакеншнейдер был командирован за границу «для совершенствования архитектурных знаний». Посетил Италию, Францию, Германию и Англию. В 1844 году Совет Академии присвоил ему звание профессора 2-й степени Академии художеств без исполнения с его стороны программной задачи как художнику, уже имеющему известность.
Начав службу в должности архитектора при дворе великого князя Михаила Павловича, он под конец своей жизни стал главным архитектором Департамента уделов, с 1848 года — архитектором Высочайшего двора и заведующим постройками по загородным дворцам государыни императрицы. Работал в Санкт-Петербурге, Царском Селе, Петергофе, Новгороде, Москве, Таганроге, Крыму.
Дом Штакеншнейдера в Санкт-Петербурге на Миллионной улице, 10 (второй фасад выходил на набережной Мойки, 9) был центром культурной и общественной жизни художественной интеллигенции столицы. Архитектор приобрёл его у титулярных советников М. Е. и Д. Е. Петровых и перестроил для своей семьи в 1852—1854 годах. В особняке проходили «штакеншнейдеровские субботы», на которых собирались поэты, писатели, артисты и художники, ставились любительские спектакли. Здесь бывали В. Г. Бенедиктов, И. А. Гончаров, Ф. М. Достоевский, И. С. Тургенев, Я. П. Полонский и другие. В 1865 году Штакеншнейдеры продали этот дом в связи с болезнью хозяина. Здание было перестроено в доходный дом.
У Штакеншнейдера было загородное имение — мыза Ивановка, находившееся недалеко от Гатчины и доставшееся ему от отца в конце 1850-х годов.
В последние годы жизни здоровье Штакеншнейдера значительно ослабло. Весной 1865 года по совету врачей он отправился на кумысное лечение в Оренбургскую губернию. Проведённое там лето, казалось, принесло Штакеншнейдеру пользу, но на обратном пути в Санкт-Петербург он почувствовал себя плохо, скончался в Москве 8 августа того же года. Архитектор был похоронен в Санкт-Петербурге в Троице-Сергиевой пустыни близ церкви Григория Богослова, построенной им самим; ранее там же рядом был погребён его тесть тайный советник Ф. Л. Халчинский, а в последующем — супруга и дети Андрея Ивановича. Вместе с большей частью некрополя названной обители захоронение Халчинских — Штакеншнейдеров было утеряно в ходе уничтожения петербургских некрополей после Революции 1917 года; лишь в 1985 году оно было вновь выявлено в ходе археологических работ и восстановлено с установкой нового памятника.

## Творческий метод и художественный стиль
А. И. Штакеншнейдеру пришлось работать в сложный период кризиса архитектуры русского классицизма. Его первой крупной постройкой в Санкт-Петербурге был дворец дочери императора Николая I Марии Николаевны. Мариинский дворец (1839—1844) стал произведением «переходного стиля» от позднего русского классицизма к стилю необарокко периода историзма. Дворец замкнул собой южную сторону Исаакиевской площади — одной из центральных площадей города с величественным Исаакиевским собором (в то время собор ещё не был закончен, но его купол возвели к 1838 году). Это обстоятельство требовало от архитектора создания внушительного по размерам и стилю фасада здания.
Фасад дворца скомпонован согласно принципам классицизма: общая симметрия, трёхчастное деление (три выступающих ризалита: центральный и два боковых), ясные горизонтальные членения, «бриллиантовый руст» первого этажа. Второй и третий этажи объединены большим ордером. Однако в целом фасад производит тяжёлое, барочное впечатление из-за сильной рельефности с эффектами светотени, насыщенностью деталями, галереей-аркадой, поддерживающей балкон с вазонами, и мощного римского аттика центрального ризалита с огромными волютами.
В оформлении интерьеров Мариинского дворца, в прорисовке деталей декора проявились новые, не свойственные строгому классицизму, черты. Например, встречные каннелюры или измельчённый, «суховатый» орнамент, заполняющий пилоны в кабинете Марии Николаевны. Один из самых эффектных интерьеров — ротонда с колоннадой из тридцати двух колонн, поставленных в два яруса — также примечателен измельчённостью декора, что свойственно не классицизму, а одному из неостилей периода историзма: неоренессансу. Ротонда увенчана большим куполом с окулюсом, вызывающим в памяти купол Пантеона в Риме. «Квадратный зал», также с двухъярусной колоннадой оформлен росписями в «помпейском стиле».
Штакеншнейдер для объяснения стилей своих построек пользовался разными терминами: помпейский (помпеянский) стиль, «неогрек», «в греческом вкусе». Термин «неогрек», или «а ла грек» (фр. à la grecque — «под греков»), использовали в России XVIII—XIX веков, но он не имел точного значения, скорее, обозначал вообще моду на античность. А. П. Башуцкий называл новые интерьеры Зимнего дворца оформленными «во вкусе чисто греческом». Дворец в Сергиевке и даже Царицын павильон в Луговом парке Петергофа именовали то «итальянским», то «греческим». Сам же архитектор различал в описаниях Мариинского дворца интерьеры, «отделанные в неогреческом стиле» и в «греческом вкусе». Последнее, вероятно, предполагает более свободное отношение к историческому прототипу. Во время поездки по Германии Штакеншнейдер внимательно осматривал постройки К. Ф. Шинкеля в «греческом стиле». Однако до конца 1840-х годов наименования «стиль неогрек» и «помпеянский стиль» чаще всего не разделяли. Основная причина — своеобразие памятников, служивших для вдохновения, найденных главным образом на территории Геркуланума и Помпей, впитавших традиции разных культур: этрусской, греческой и римской.
В соответствии с эстетикой «периода воссозданий» Штакеншнейдер оформил в Мариинском дворце Будуар (не сохранился) — в стиле неорококо, с зеркалами, вызолоченным рокайльным орнаментом и фарфоровым камином «à la Pompadour».
По дороге между Петергофом и Сергиевкой А. И. Штакеншнейдер построил «Дворец на Собственной даче» для великого князя Александра Николаевича (1843). Здание создавалось в память о стоявшем на этом месте ранее путевом дворце XVIII века. Сам архитектор назвал новый дворец, построенным в стиле «à la Louis XV», то есть в стиле рококо, но в его архитектуре явственны барочные черты.
- Мариинский дворец. 1839—1844
- Собственная дача. 1843
- Дворец князей Белосельских-Белозерских. 1847—1848
- Николаевский дворец на Благовещенской площади. 1853—1861
- Ново-Михайловский дворец. Фасад с Дворцовой набережной. 1857—1862

Следующая крупная постройка Штакеншнейдера в Санкт-Петербурге — Дворец Белосельских-Белозерских, на углу Невского проспекта и набережной р. Фонтанки (1847—1848). Дворец воспроизводит композицию и основные черты Строгановского дворца, также расположенного по Невскому проспекту (на углу набережной р. Мойки), созданного столетием раньше Б. В. Растрелли (1752—1754). Однако мощная пластика фасадов, свойственная стилю Растрелли, в произведении XIX века исчезла, уступив место измельчённому декору. Графическая жёсткость, измельчённость и дробность, как правило, отличают любой неостиль от его исторического прототипа. Однако постройка Штакеншнейдера и другие новые здания «во вкусе графа Растрелли» были оценены критикой того времени положительно, как улучшение стиля. По мнению критиков, Штакеншнейдер сблизил «растреллиевское барокко» с декоративными приёмами рококо ещё более, чем это проявлялось у самого Растрелли, и в результате создал собственный вариант неорококо, а не необарокко. Не случайно, французский писатель Т. Готье, посетивший Санкт-Петербург в 1858 году, отметил в декоре дворца Белосельских-Белозерских «фантазии стиля Людовика XV».
Позднее, в здании Николаевского дворца (для великого князя Николая Николаевича) на Благовещенской площади (1853—1861), Штакеншнейдер выявил основную тенденцию развития петербургской архитектуры середины XIX века (как бы в обратном порядке по отношению к рождению исторических прототипов) ещё более наглядно: от позднего классицизма через «второе барокко» к неорококо и неоренессансу. Фасад дворца демонстрирует характерные для эпохи итальянского Возрождения брамантовы окна, рельефные вставки над оконными проёмами, сандрики, портик с колоннами римско-ионического ордера. Однако заглубление фасада и подобие курдонера выдают французское влияние.
В облике Ново-Михайловского дворца, построенного в 1857—1862 годах для великого князя Михаила Николаевича — сына императора Николая I, черты неоренессансного и необарочного стиля оказались уравновешенными.
С середины 1840-х годов Штакеншнейдера привлекали для работы в императорских дворцах. В 1846—1857 годах в северо-западной, жилой части Зимнего дворца, он оформил несколько комнат: «Розовую гостиную», «Зелёную столовую» и гостиную для великого князя Николая Николаевича «в стиле чистого рокайля». Эти интерьеры не сохранились.
В 1851—1858 годах А. И. Штакеншнейдер значительно перестраивал интерьер Северного павильона здания Малого Эрмитажа, выходящего окнами на р. Неву. Он создал большой двусветный Павильонный зал, разделив его колоннадой на две части и совместив, казалось бы, несовместимое: верхние галереи в «мавританском стиле» и аркады на беломраморных колоннах в «стиле итальянского Ренессанса». Для большего правдоподобия архитектор устроил «мавританские лестницы из сераля» с резными мраморными решётками и четыре симметрично расположенных «фонтана слёз», отдалённо напоминающие Бахчисарайский фонтан, воспетый А. С. Пушкиным. По Невской анфиладе Штакеншнейдер оформил несколько залов: парадную приёмную, Проходной кабинет и Большой зал («Зал Леонардо да Винчи») «в стиле неоренессанса».
- Павильонный зал Малого Эрмитажа в Санкт-Петербурге. Акварель Э. П. Гау. 1864
- Бельведер в Петергофе. 1853—1856
- Царицын павильон в Верхнем Петергофе. 1842—1844
- Ольгин павильон в Верхнем Петергофе. 1846—1848
- Дворец в Сергиевке близ Петергофа. 1839—1842

В Луговом парке по рисунку самого императора Николая I (1851) Штакеншнейдер выстроил павильон Бельведер в «стиле неогрек» (1853—1856). В этой композиции колонны из тёмно-серого гранита с капителями и базами из белого мрамора водружены на высокий цокольный этаж, чего никогда не делали древние греки. Внизу вход оформлен портиком кариатид (портик не сохранился). «Идея портика с кариатидами идёт, конечно, от греческой архитектуры, но рисунок и форма карниза… балюстрада с вазами на цоколе здания и парадная наружная лестница не имеют ничего общего с архитектурой древней Греции». Верхний павильон украшал подлинный античный мозаичный пол, парапеты лестницы венчали античные статуи, взятые из коллекции Эрмитажа. По сторонам Бельведера установили гальванопластические копии знаменитых «Укротителей коней» П. К. Клодта. Во время Второй мировой войны павильон сильно пострадал, фашисты уничтожили внутреннюю отделку, исчезли статуи и «клодтовские кони». Павильон воссоздан в 2000-х годах.
Необычность «храма на постаменте», нарушающего традиции античной классики, иногда объясняют своеобразием проявления мировоззрения эпохи историзма, потребностью с высоты обозревать окружающий пейзаж как «даль времён», чему способствовали разностильные постройки, возводимые Штакеншнейдером в Петергофе. В середине XIX века в Верхнем Петергофе создавался новый Колонистский парк. На двух островах Ольгинского пруда архитектор построил два небольших дворца: для императрицы Александры Фёдоровны и дочери Ольги в «италийском стиле помпейских вилл». Во время второго путешествия по странам Европы в 1837—1838 годах Штакеншнейдер был в Потсдаме, осматривал Шарлоттенхоф и «Римские купальни» К. Ф. Шинкеля (1828—1840, в то время их внутренняя отделка ещё не была завершена). В 1833 году прусский кронпринц Фридрих Вильгельм, брат императрицы Александры Фёдоровны, вероятно по её просьбе, прислал эскиз «античного дома». Император отдал архитектору эскиз в качестве образца. Сложный, асимметричный план Царицына павильона (1842—1844) не имеет прямых прототипов ни в греческой, ни в италийской архитектуре. По Царицыну острову были разбросаны обломки колонн, капителей и карнизов, оставшихся от строительства Исаакиевского собора и античных мраморов, присланных в подарок папой Пием IX. «Помпейские интерьеры» оформлены по образцам «Римских купален» Шинкеля.
Другой, Ольгин павильон (1846—1848), стилизован под южноиталийскую виллу по образцу виллы Бутера в местности Оливуцца близ Палермо на о. Сицилия, где произошла помолвка Ольги Николаевны с Фридрихом Карлом Вюртембергским (царская семья жила на этой вилле зимой 1845 года). Ещё один, Розовый павильон, или «Озерки», Штакеншнейдер построил в «помпеянском стиле».
Для дочери Николая I, в 1839 году вышедшей замуж за герцога Лейхтенбергского, Штакеншнейдер возвёл загородный дом в Сергиевке близ Петергофа (1839—1842). Архитектурный образ дома близок «прусскому эллинизму» построек К. Ф. Шинкеля в Берлине. Однако, кроме этого Штакеншнейдер исходил из традиций планировки сельских древнеримских вилл (лат.  villa suburbana ). Асимметричный план с различными фасадами, вазоны по углам центрального объёма, перголы с вьющимися растениями, лоджии южного фасада, портики боковых павильонов придают зданию сходство с италийскими виллами. Южный фасад здания дополняют небольшие портики, подобно изящным цитатам из античности (Штакеншнейдер называл их «храмиками»), с коринфскими капителями каннелированных колонн и кессонными плафонами, расписанными красками «вплоть до алого помпеянского». Общий цвет здания — «песочный».
В Крыму архитектор занимался переделкой проекта дворца императрицы Марии Федоровны в Ореанде. Первоначальный проект был составлен К. Ф. Шинкелем, но стоимость предполагаемых работ показалась Николаю I чересчур высокой, и доработку поручили А. И. Штакеншнейдеру. Шинкель предлагал возвести огромное здание — Новый Акрополь — как бы вырастающее из скалы, круто обрывающейся к морю. Штакеншнейдер решил возвести скромную виллу в «эллинском стиле», частично он использовал проект Шинкеля, идею атриума, небольших внутренних дворов, но сделал дворец более камерным, уютным, пригодным для уединённой жизни. Он придумал закрытый «зимний сад» с экзотическими растениями. В одном из помещений находилась реплика знаменитого Бахчисарайского фонтана слёз. Боковые ризалиты дворца украшали портики с четырьмя кариатидами на каждом. Треугольные фронтоны завершали акротерии. Интерьеры были оформлены в «помпеянском стиле». Дворец в Ореанде строили в 1843—1852 годах. Дворец не сохранился, он сгорел в 1882 году.

## Другие постройки
- Детская больница
- Часовня на Николаевском мосту, освещённая в честь св. Николая Чудотворца (1853—1854)
- Здания придворного ведомства в Санкт-Петербурге
- на Каменном острове архитектор занимался переделками в Каменноостровском дворце, перестраивал дачу Долгорукого (арх. Шустов С. Л.), приобретённую П. Г. Ольденбургским. В 1835 году по его проекту на Каменном была построена дача актёра Женьеса[34], в 1836—1838 гг. — дача Званцовых. В 1834 году Штакеншнейдер выполнил проект перестройки дачи М. И. Мордвинова
- Планировка Колонистского и Лугового парков в Верхнем Петергофе
- Церковь Святой Троицы на Собственной даче
- Дворец, две оранжереи и дом садовника в Михайловке
- Павильон Ренелла в Знаменке. 1846
- Дворцовая усадьба Белосельских-Белозерских на Крестовском острове. 1846—1847
- Львиный каскад в Петергофе. 1854—1857
- в 1842—1843 годах в парке Александрия построил Фермерский дворец, а также пристроил к Коттеджу (1826—1829, арх. А. А. Менелас) столовую с Мраморной террасой.
- В Царском Селе скамья-памятник великой княгине Александре Николаевне
- в Сергиевской пустыни близ Стрельны — церковь-усыпальница графа Г. Г. Кушелёва (сына)
- в Низино, Петергофского уезда — Церковь святой мученицы царицы Александры и дворец «Бельведер»
- в Таганроге — дворец Ахиллеса Алфераки
- в Павловске — Гостиный двор[35].

## Награды
- Орден Св. Станислава 4-й ст. (19 июня 1837)[36]
- Орден Св. Анны 3-й ст. (1840)
- Орден Св. Станислава 2-й ст. (1846)
- Орден Св. Анны 2-й ст. с императорской короной (1853)
- Орден Св. Владимира 3-й ст. (1860)
- Орден Св. Станислава 1-й ст. (1864)

## Семья
Был женат на Марии Фёдоровне Халчинской (1811—1892), дочери финансиста и дипломата Ф. Л. Халчинского. В браке родились:
- Елена (1836—1897) — хозяйка литературного салона, мемуаристка[38]. В своём дневнике отразила ряд событий культурной жизни Петербурга конца 50-х — начала 60-х годов XIX века.
- Фёдор (01.04.1837[39] — ?), родился в Польше.
- Николай (1839—1902) — художник, архитектор, жил в Петербурге, а с 1890-х годов и до конца жизни — в Ялте. По сведениям Н. В. Штакеншнейдер, им построен дом на одной из центральных улиц Харькова.
- Александр (1842—1901) — служил во 2-м Департаменте министерства Государственных имуществ, стал артистом Императорских театров[40]. Его единственная дочь Мария (1881—1942), также актриса[41], погибла во время блокады Ленинграда.
- Адриан (1843—1920) — служил в канцелярии Правительствующего сената в чине коллежского секретаря, затем переехал в Киеве, а потом в Харьков, где был членом судебной палаты[42]. Был женат на Софье Ивановне Малиновской (дочери лицейского друга А. С. Пушкина и внучке первого директора Царскосельского лицея Василия Федоровича Малиновского).
- Владимир (1851—1906) — с 1887 года жил в Харькове, работал юрисконсультом Акцизного управления Государственного банка. Был женат на Марии Ивановне Малиновской, родной сестре жены брата Адриана. У них были три дочери: Екатерина, Софья и Наталья и сын Борис, умерший в пятилетнем возрасте.
- Мария (1844—1902). Муж — Василий Андреевич Попов (1830-е—1903), тульский архитектор. В браке родилась дочь — Маргарита Васильевна Попова (в замужестве Долинино-Иванская), также в семье  воспитывалась падчерица Надежда (1869—1947), дочь от первого брака В. А. Попова[43]. У Маргариты Долинино-Иванской и её мужа Виктора Викторовича Долинино-Иванского, профессора, доктора технических наук, было двое сыновей — Константин и Евгений, потомки которых живут в настоящее время в Риге и Москве.
- Ольга (1847—1919) — в замужестве Эйснер. Супруг — Петр Иванович Эйснер открыл в Симеониевском переулке лавку молочных продуктов одновременно с молочной фермой за городом. Овдовев в 1872 году, жила с двумя детьми (Верой и Алексеем), матерью и сестрой Еленой общим домом. Дочь Ольги Андреевны — Вера Петровна Эйснер (1868—1944) вышла замуж за Павла Ивановича Малиновского (сына друга А. С. Пушкина, внука Василия Федоровича Малиновского); сын — Алексей Петрович Эйснер (1872, Санкт-Петербург — 1942/1943, Ленинград), окончил Академию художеств, увлекался мозаикой. В 1933 году написал воспоминания о Ф. М. Достоевском[44]; умер в блокадном Ленинграде[45].
- Зинаида — умерла в детстве[46].

## Адреса в Санкт-Петербурге
- 1854—1865 — набережная реки Мойки, 9 (Миллионная улица, 10).